# RAD5500
A RAD5500 a BAE Systems Electronics, Intelligence & Support vállalat által kifejlesztett sugárzásvédett 64 bites processzormag kialakítás, mely az IBM és a Freescale Semiconductor által tervezett PowerPC e5500-on alapul.
A RAD750 utódja, a RAD5500 processzorplatform a műholdak és űreszközök fedélzetén tapasztalt magas sugárzásnak kitett környezetekben való használatra tervezték.
A RAD5500 mag támogatja a VPX nagysebességű csatlakozókat, a DDR2/DDR3 memóriát, a szerializáló/deszerializáló (SerDes) kommunikációs technikát, és a SpaceWire be-/kimeneti kommunikációs hálózatot.

## Processzorok
A RAD5500 mag a Freescale Semiconductor e5500-alapú QorIQ egylapkás rendszer magjain alapul.
A sorozat öt egylapkás rendszerekbe építhető processzora: a RAD5510, RAD5515, RAD5545, RADSPEED-HB (hoszt híd) és a RAD510 – az IBM Trusted Foundry 45 nm-es szilícium szigetelőn technológiájával gyártott RAD5500 magokkal van megvalósítva.

### RAD5510 és RAD5515
A RAD5510 és RAD5515 processzorok egyetlen RAD5500 magot használnak, ezek közepes feldolgozási képességet nyújtanak alacsony energiafogyasztást igénylő környezetekben (11,5 és 13,7 watt).
Ezek processzora legfeljebb másodpercenként 1,4 gigaműveletet (GOPS) fixpontos és 0,9 GFLOPS lebegőpontos teljesítményt biztosít.
A RAD5515 a RAD5510-től a RapidIO funkcióval való kiterjesztésében különbözik.

### RAD5545
Az RAD5545 processzor négy RAD5500 magot alkalmaz, és ezzel legfeljebb 5,6 gigaművelet/másodperc (GOPS) teljesítményt érhet el,
lebegőpontos teljesítménye meghaladhatja a 3,7 GFLOPS-ot.
Energiafogyasztása 20 watt az összes periféria működése mellett, ami viszonylag magas.

### RADSPEED-HB(host bridge)
A RAD5545-ön alapuló RADSPEED-HB rendeltetése egy-négy RADSPEED DSP hoszt eszköz feldolgozási és adatkezelési funkcióinak támogatása.
A RADSPEED-HB a RAD5545-ön található másodlagos DDR2/DDR3 memóriainterfész-kapcsolatokat RADSPEED DSP-khez való csatlakoztatásokkal váltja fel.
(Megjegyzendő, hogy a RADSPEED DSP-k teljesen más, digitális jelfeldolgozásra specializált processzorok
és nem tévesztendők össze a RADSPEED-HB-vel, amely hoszt-hídként, összeköttetésként szolgál.)

### RAD510 SoC
A RAD510-et a RAD750-es csipek nagyobb teljesítményű és alacsonyabb fogyasztású modern alternatívájaként kínálják,
olyan ügyfelek számára, akik nem igénylik a RAD5545-alapú számítógépek teljesítményét.
A RAD5545-tel ellentétben ez egy egymagos egylapkás rendszer (SoC).

## Egykártyás számítógép
A RAD5545 SpaceVPX egykártyás számítógép a világűr szélsőséges környezeti körülményei között való felhasználásra készült;
−55 °C és 125 °C közötti hőmérsékleti tartományban való működésre
és (szilíciumcsip elnyelő anyagra számított) 100 krad teljes ionizáló dózis mértékéig sugárzásállónak tervezték.
Ez egy 6U-220-as formátumú modul, amely megfelel az ANSI/VITA 78.00 SpaceVPX szabványnak, és RAD5515 vagy RAD5545 processzorral van szerelve.
A RAD5545 SpaceVPX egykártyás számítógépeket a BAE Systems saját üzemében gyártják a Virginia állambeli Manassasban,
amely az Egyesült Államok Védelmi Minisztériumának 1A kategóriájú mikroelektronikai megbízható forrása.

## Fordítás
Ez a szócikk részben vagy egészben  a   RAD5500 című angol Wikipédia-szócikk ezen változatának fordításán alapul.  Az eredeti cikk szerkesztőit annak laptörténete sorolja fel. Ez a jelzés csupán a megfogalmazás eredetét és a szerzői jogokat jelzi, nem szolgál a cikkben szereplő információk forrásmegjelöléseként.